# Bartosz Broniszewski
Bartosz Broniszewski (* 23. Januar 1988 in München) ist ein deutscher Fußballspieler.

## Karriere
Broniszewski begann in der Jugendabteilung des FC Bayern München mit dem Fußballspielen und setzte es in der Jugendabteilung der SpVgg Unterhaching und der TSG 1899 Hoffenheim fort.
Zur Saison 2007/08 verpflichtete ihn der 1. FC Kaiserslautern, für deren zweite Mannschaft in der fünftklassigen Oberliga Südwest. Gegen Ende der Hinrunde rückte er bereits in die erste Mannschaft unter Cheftrainer Kjetil Rekdal auf, für die er am 30. November 2007 (15. Spieltag), beim 4:3-Sieg im Auswärtsspiel gegen den FC St. Pauli nicht nur in der Bundesliga debütierte, sondern auch sein erstes Bundesligator mit dem Treffer zum 3:2 in der 44. Minute erzielte.
In der Saison 2008/09 bestritt er für die zweite Mannschaft – aufgrund des reformierten Ligensystems nunmehr in der viertklassigen Regionalliga West – 21 von 34 Punktspielen und trug zum zweiten Platz seiner Mannschaft bei. Die Folgesaison absolvierte er für den Ligakonkurrenten Rot-Weiss Essen, für den er ein Tor in 29 Punktspielen erzielte. Da sich der Wechsel zur Saison 2010/11 zum polnischen Erstligisten Śląsk Wrocław zerschlug, blieb er zunächst ein halbes Jahr vereinslos. Ab dem 30. Januar 2011 war er für den SV Wilhelmshaven in der Regionalliga Nord spielberechtigt, den er nach zwei weiteren Spielzeiten verließ.
Von 2013 bis 2017 spielte er für den württembergischen Verbandsligisten TSV Berg. Anschließend war er von der Saison 2017/18 bis 2018/2019 für den württembergischen Oberligisten FV Ravensburg aktiv. Zuletzt stand er von 2020 bis 2022 Verbandsliga Südbaden beim SC Pfullendorf unter Vertrag.